# California Über Alles
California Über Alles er en single lavet af det amerikanske band Dead Kennedys og er et humoristisk angreb på Californiens tidligere guvernør, Jerry Brown.
Sangen er en meget kendt punk-/rocksang. Den er skrevet Jello Biafra (forsanger i Dead Kennedys).
California Über Alles var Dead Kennedys 1. single. A-siden var "California Über Alles" B-siden var "The Man with the Dogs".
Sangen er med i videospillet Tony Hawks American Wasteland som introsang.